# Vật thể ngoài Hệ Mặt Trời
Một vật thể ngoài Hệ Mặt Trời (tiếng Anh: Extrasolar object) là một vật thể nằm bên ngoài Hệ Mặt Trời. Nó không áp dụng cho sao hoặc các vật thể lớn hơn sao hay Hệ Mặt Trời như thiên hà. Nó chỉ được sử dụng cho các vật thể nhỏ hơn sao nằm ngoài Hệ Mặt Trời. Các ví dụ của vật thể ngoài Hệ Mặt Trời là:
- Hành tinh ngoài hệ Mặt Trời, còn được gọi là "Ngoại hành tinh"
- Vệ tinh ngoài hệ Mặt Trời, tên tiếng Anh: "Exomoon"
- Sao chổi ngoài hệ Mặt Trời
- Tiểu hành tinh ngoài hệ Mặt Trời, một tiểu hành tinh ngoài hệ Mặt Trời phát hiện năm 2013, GD 61

Một số đối tượng trong Hệ Mặt Trời như tiểu hành tinh,  hành tinh lùn và thiên thể bên ngoài Sao Hải Vương hiếm hoặc chưa từng được phát hiện ngoài Hệ Mặt trời. 